# 흑산도
흑산도(黑山島)는 전라남도 신안군 흑산면에 있는 섬이다. 목포시 남서쪽 방향에 있다. 면적은 19.7 km2이고, 인구는 2016년 4,365명이다. 흑산도 홍어가 유명하다.

## 개요
흑산도라는 이름은 멀리서 보면 산이 푸르다 못해 검게 보인다 하여 붙여진 것으로 알려졌다. 섬 전체가 산지로 이루어져 있다. 인근의 홍도, 다물도, 대둔도, 영산도, 장도, 가거도, 만재도, 태도 등과 함께 흑산군도를 이룬다.

## 역사
남북국 시대인 828년에 장보고가 완도에 청해진을 설치하고 이 곳에 성을 쌓으면서 마을이 형성되기 시작했다. 조선 숙종 때는 흑산진이 설치되는 등 서남해안의 국방 기지였다. 신안군에 편입된 것은 1969년이다.
망망대해에 있는 섬이라 예부터 유배지로 사용되었다.
고려고종기 명신으로 무신정권을 종식한
안향의 스승 류경(문화 류씨, 최씨무신정권 종식
공으로 고종이 그의 고향 황해도 구월산 남부
유주를 문화로 개칭,현재 류릉이 문화재)이 유배되었던 곳이다.
천주교 신자인 정약전이 신유박해로 이 곳에 유배되어 오랫동안 머물면서 《자산어보》를 쓴 사실은 잘 알려져 있고, 조선 말기의 유학자 최익현도 흑산도에서 유배 생활을 했다. 최익현과 정약전의 유적지가 남아 있으며, 장보고가 쌓았다는 전설이 있는 《상라산성》은 전라남도 지정 문화재이다.
석주대문이라는 코끼리 모양의 바위는 바다 위에 돌로 세운 대문과 같은 형상이라 볼거리 중 하나이다. 다도해해상 국립공원의 일부로 지정되어 관광객들이 많이 찾고 있다. 해산물로는 홍어가 명물이다.
이미자의 히트곡 〈흑산도 아가씨〉는 흑산도를 배경으로 한 노래이다. 흑산도 본섬인 대흑산도에는 이 노래의 노래비가 세워져 있다.

## 기후
| 흑산도 (흑산도기상관측소, 신안군 흑산면 예리)의 기후    | 흑산도 (흑산도기상관측소, 신안군 흑산면 예리)의 기후 | 흑산도 (흑산도기상관측소, 신안군 흑산면 예리)의 기후 | 흑산도 (흑산도기상관측소, 신안군 흑산면 예리)의 기후 | 흑산도 (흑산도기상관측소, 신안군 흑산면 예리)의 기후 | 흑산도 (흑산도기상관측소, 신안군 흑산면 예리)의 기후 | 흑산도 (흑산도기상관측소, 신안군 흑산면 예리)의 기후 | 흑산도 (흑산도기상관측소, 신안군 흑산면 예리)의 기후 | 흑산도 (흑산도기상관측소, 신안군 흑산면 예리)의 기후 | 흑산도 (흑산도기상관측소, 신안군 흑산면 예리)의 기후 | 흑산도 (흑산도기상관측소, 신안군 흑산면 예리)의 기후 | 흑산도 (흑산도기상관측소, 신안군 흑산면 예리)의 기후 | 흑산도 (흑산도기상관측소, 신안군 흑산면 예리)의 기후 | 흑산도 (흑산도기상관측소, 신안군 흑산면 예리)의 기후 |
| 월                                                      | 1월                                                  | 2월                                                  | 3월                                                  | 4월                                                  | 5월                                                  | 6월                                                  | 7월                                                  | 8월                                                  | 9월                                                  | 10월                                                 | 11월                                                 | 12월                                                 | 연간                                                 |
| ------------------------------------------------------- | ---------------------------------------------------- | ---------------------------------------------------- | ---------------------------------------------------- | ---------------------------------------------------- | ---------------------------------------------------- | ---------------------------------------------------- | ---------------------------------------------------- | ---------------------------------------------------- | ---------------------------------------------------- | ---------------------------------------------------- | ---------------------------------------------------- | ---------------------------------------------------- | ---------------------------------------------------- |
| 역대 최고 기온 °C (°F)                                  | 16.5 (61.7)                                          | 22.0 (71.6)                                          | 23.3 (73.9)                                          | 25.7 (78.3)                                          | 28.8 (83.8)                                          | 30.1 (86.2)                                          | 32.8 (91.0)                                          | 34.9 (94.8)                                          | 31.1 (88.0)                                          | 28.0 (82.4)                                          | 22.6 (72.7)                                          | 19.0 (66.2)                                          | 34.9 (94.8)                                          |
| 일평균 최고 기온 °C (°F)                                | 5.5 (41.9)                                           | 6.5 (43.7)                                           | 9.9 (49.8)                                           | 14.5 (58.1)                                          | 19.1 (66.4)                                          | 22.8 (73.0)                                          | 25.9 (78.6)                                          | 27.9 (82.2)                                          | 24.1 (75.4)                                          | 19.4 (66.9)                                          | 14.0 (57.2)                                          | 8.2 (46.8)                                           | 16.5 (61.7)                                          |
| 일일 평균 기온 °C (°F)                                  | 3.4 (38.1)                                           | 3.8 (38.8)                                           | 6.5 (43.7)                                           | 10.7 (51.3)                                          | 15.2 (59.4)                                          | 19.2 (66.6)                                          | 22.9 (73.2)                                          | 24.7 (76.5)                                          | 21.3 (70.3)                                          | 16.9 (62.4)                                          | 11.5 (52.7)                                          | 5.9 (42.6)                                           | 13.5 (56.3)                                          |
| 일평균 최저 기온 °C (°F)                                | 1.5 (34.7)                                           | 1.8 (35.2)                                           | 3.9 (39.0)                                           | 7.8 (46.0)                                           | 12.3 (54.1)                                          | 16.6 (61.9)                                          | 20.6 (69.1)                                          | 22.5 (72.5)                                          | 19.4 (66.9)                                          | 15.1 (59.2)                                          | 9.5 (49.1)                                           | 3.9 (39.0)                                           | 11.2 (52.2)                                          |
| 역대 최저 기온 °C (°F)                                  | −8.7 (16.3)                                          | −5.9 (21.4)                                          | −3.9 (25.0)                                          | 0.6 (33.1)                                           | 6.3 (43.3)                                           | 11.1 (52.0)                                          | 15.6 (60.1)                                          | 17.5 (63.5)                                          | 14.8 (58.6)                                          | 4.6 (40.3)                                           | −0.2 (31.6)                                          | −4.8 (23.4)                                          | −8.7 (16.3)                                          |
| 평균 강수량 mm (인치)                                   | 23.0 (0.91)                                          | 32.8 (1.29)                                          | 50.8 (2.00)                                          | 88.8 (3.50)                                          | 96.7 (3.81)                                          | 157.5 (6.20)                                         | 208.1 (8.19)                                         | 211.2 (8.31)                                         | 120.5 (4.74)                                         | 58.7 (2.31)                                          | 46.1 (1.81)                                          | 33.1 (1.30)                                          | 1,127.3 (44.38)                                      |
| 평균 강수일수 (≥ 0.1 mm)                                | 9.2                                                  | 7.5                                                  | 7.8                                                  | 8.9                                                  | 8.2                                                  | 9.5                                                  | 12.5                                                 | 11.5                                                 | 9.4                                                  | 6.6                                                  | 8.1                                                  | 10.7                                                 | 109.9                                                |
| 평균 강설일수                                           | 9.0                                                  | 5.1                                                  | 1.7                                                  | 0.1                                                  | 0.0                                                  | 0.0                                                  | 0.0                                                  | 0.0                                                  | 0.0                                                  | 0.0                                                  | 0.8                                                  | 7.5                                                  | 24.2                                                 |
| 평균 상대 습도 (%)                                      | 69.3                                                 | 71.1                                                 | 73.3                                                 | 77.3                                                 | 81.2                                                 | 88.3                                                 | 92.9                                                 | 89.3                                                 | 84.4                                                 | 75.2                                                 | 71.5                                                 | 68.9                                                 | 78.6                                                 |
| 평균 월간 일조시간                                      | 103.9                                                | 140.6                                                | 199.9                                                | 205.2                                                | 200.3                                                | 158.5                                                | 118.3                                                | 187.1                                                | 185.1                                                | 204.0                                                | 147.1                                                | 109.0                                                | 1,959                                                |
| 출처: 기상청 (평년값: 1997년~2020년, 극값: 1997년~현재) |                                                      |                                                      |                                                      |                                                      |                                                      |                                                      |                                                      |                                                      |                                                      |                                                      |                                                      |                                                      |                                                      |

## 관광
- 속리산의 말티고개 보다 더 굴곡이 심한 "12굽이길"이라는 S자형 고갯길을 감돌아 올라서 ‘흑산도아가씨 노래비‘가 있는 상라봉을 넘으면 아슬아슬한 급경사면을 따라 이어진 해안도로 주변으로 흑산도의 숨겨진 절경이 펼쳐진다.
- 촛대바위는 기묘한 형상으로 유명한데 바위사이에 솟은 바위가 마치 촛대 같다고 해서 물려진 이름이다. 밀려온 파도가 촛대바위에 부딪히는 모습이 장관을 이루는 것으로 유명하다.
- 코끼리 바위는 구멍바위라고도 한다. 바다 수면에 바윗돌로 만들어진 대문인데 해초선이 드나들며 낚시대를 드리우고 석주에 앉아있는 강태공의 모습은 자연과 잘 어울리는 풍경이다.

## 관련 TV 프로그램
- KBS 해피선데이 - 1박 2일 (2010.1.17~1.24)

## 갤러리

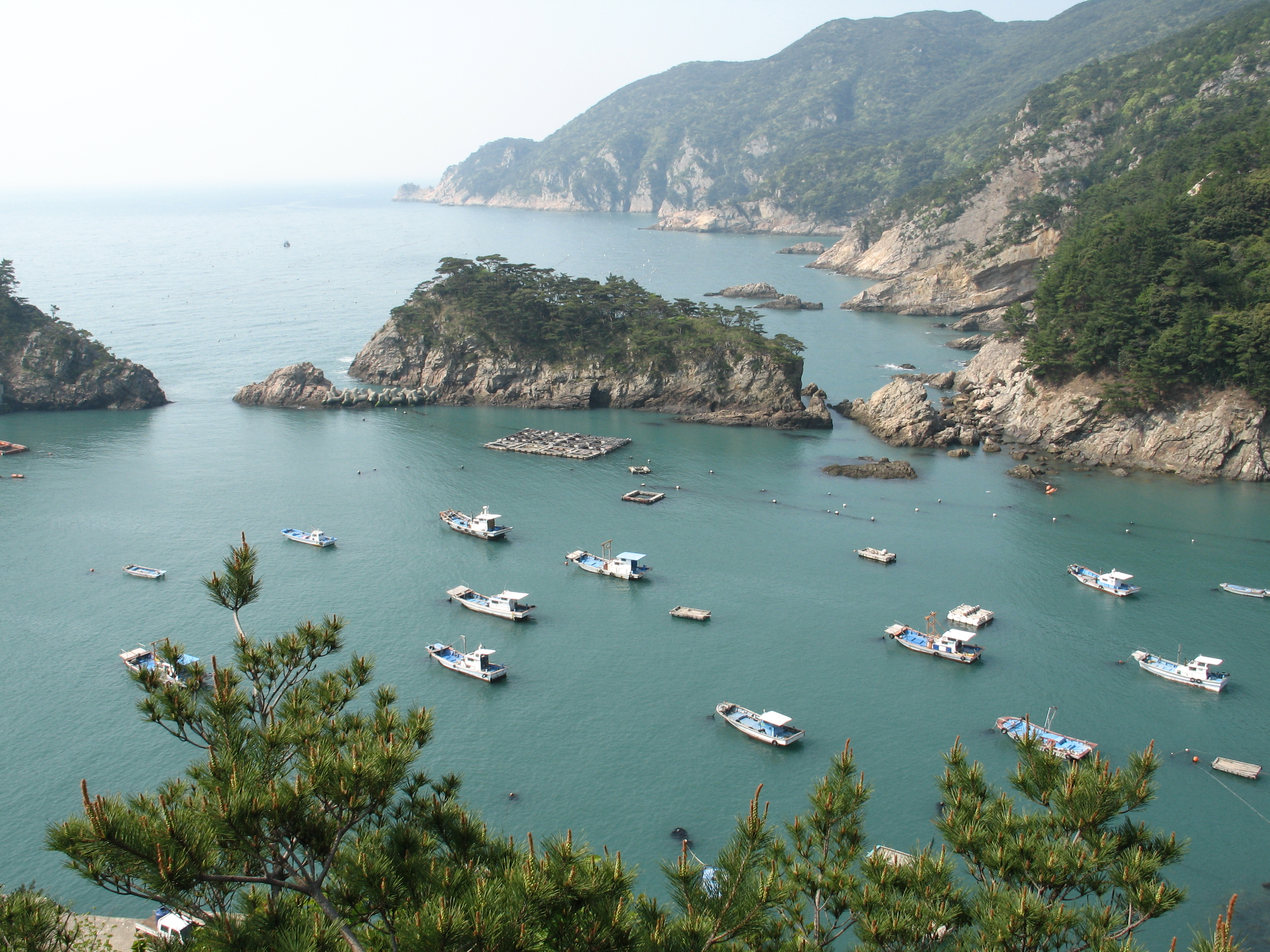
사리항
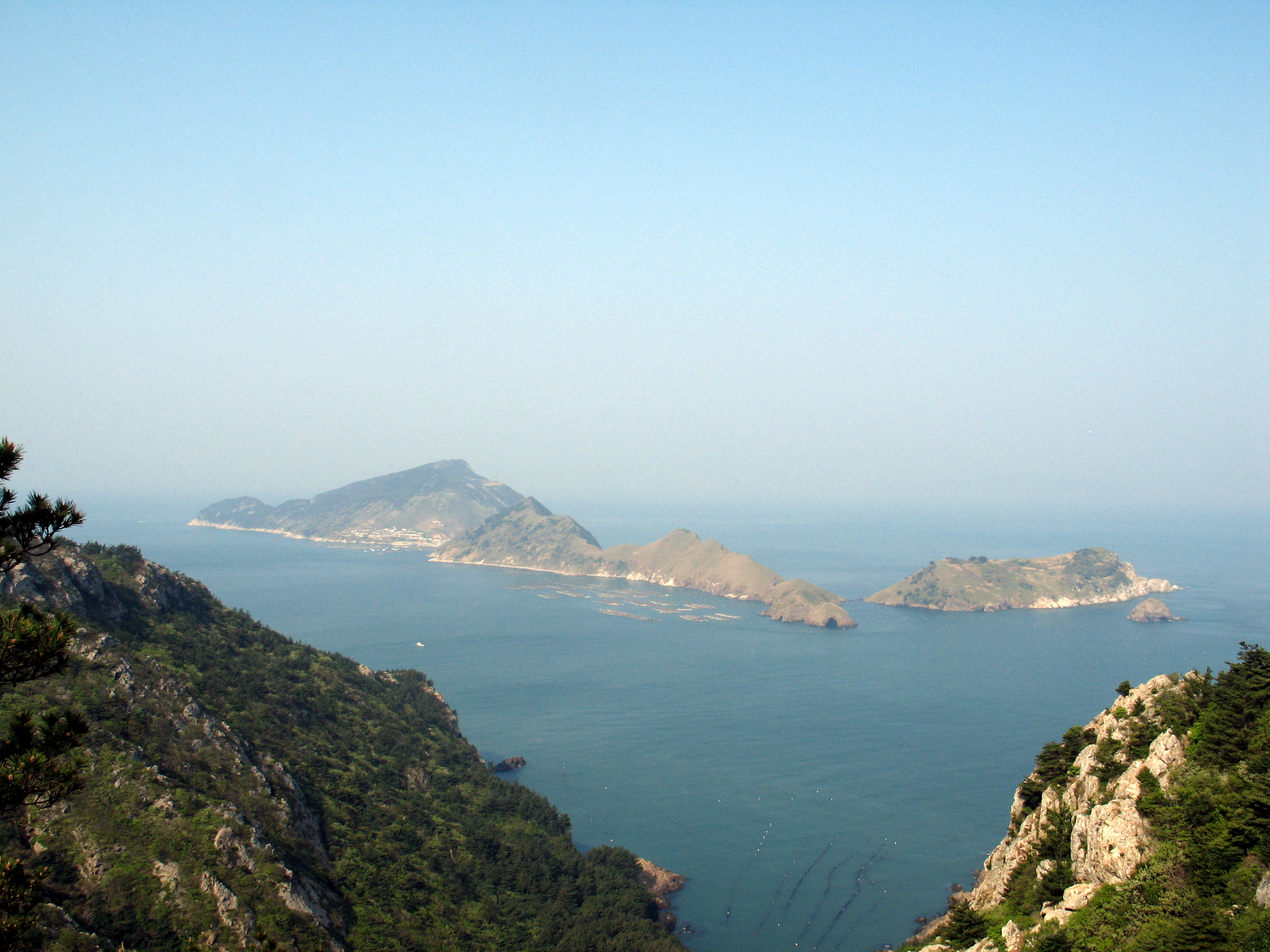
상라산 전망대부근에서 바라본 대장도, 소장도와 내망덕도
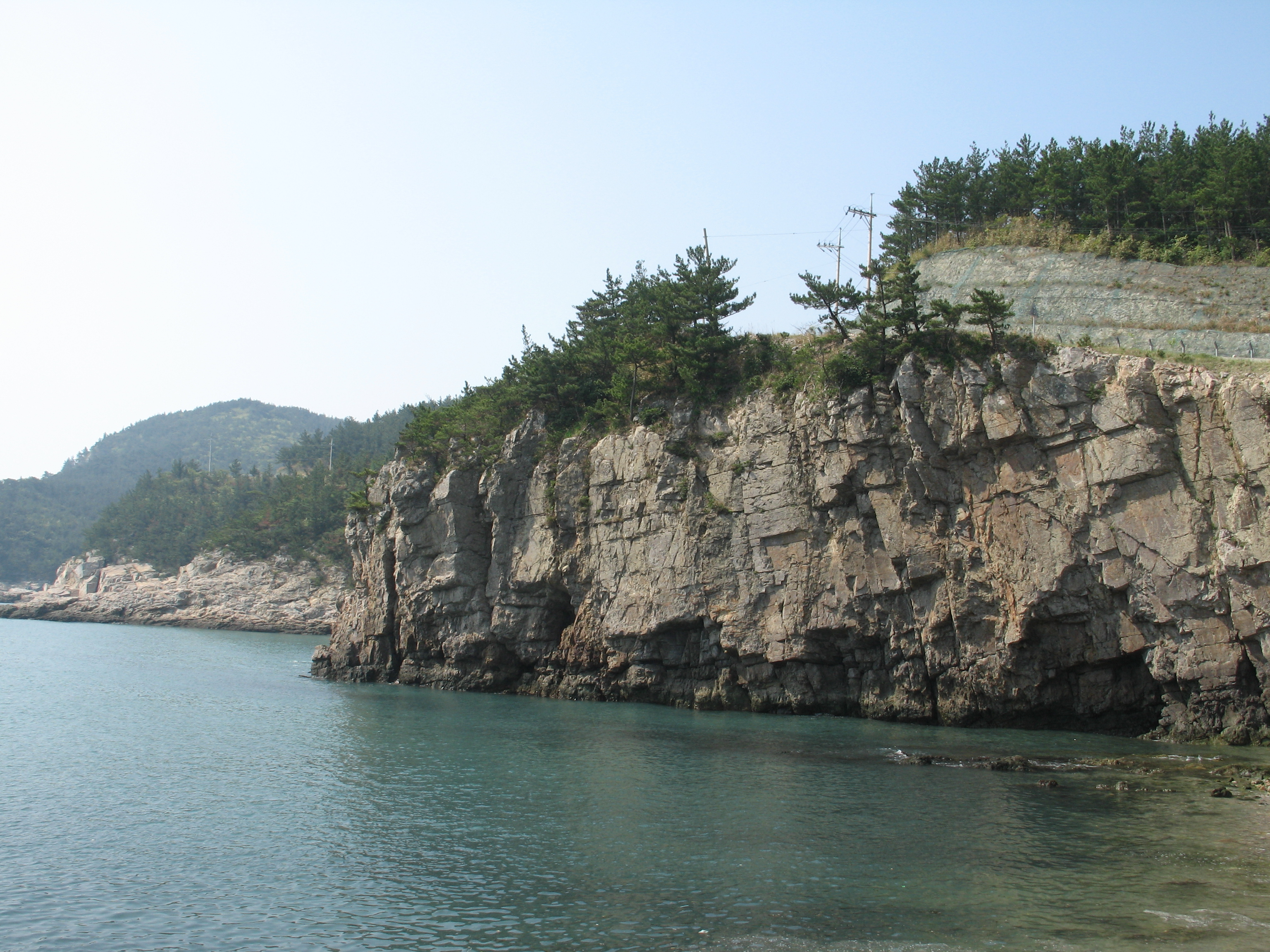
흑산항부근의 해변
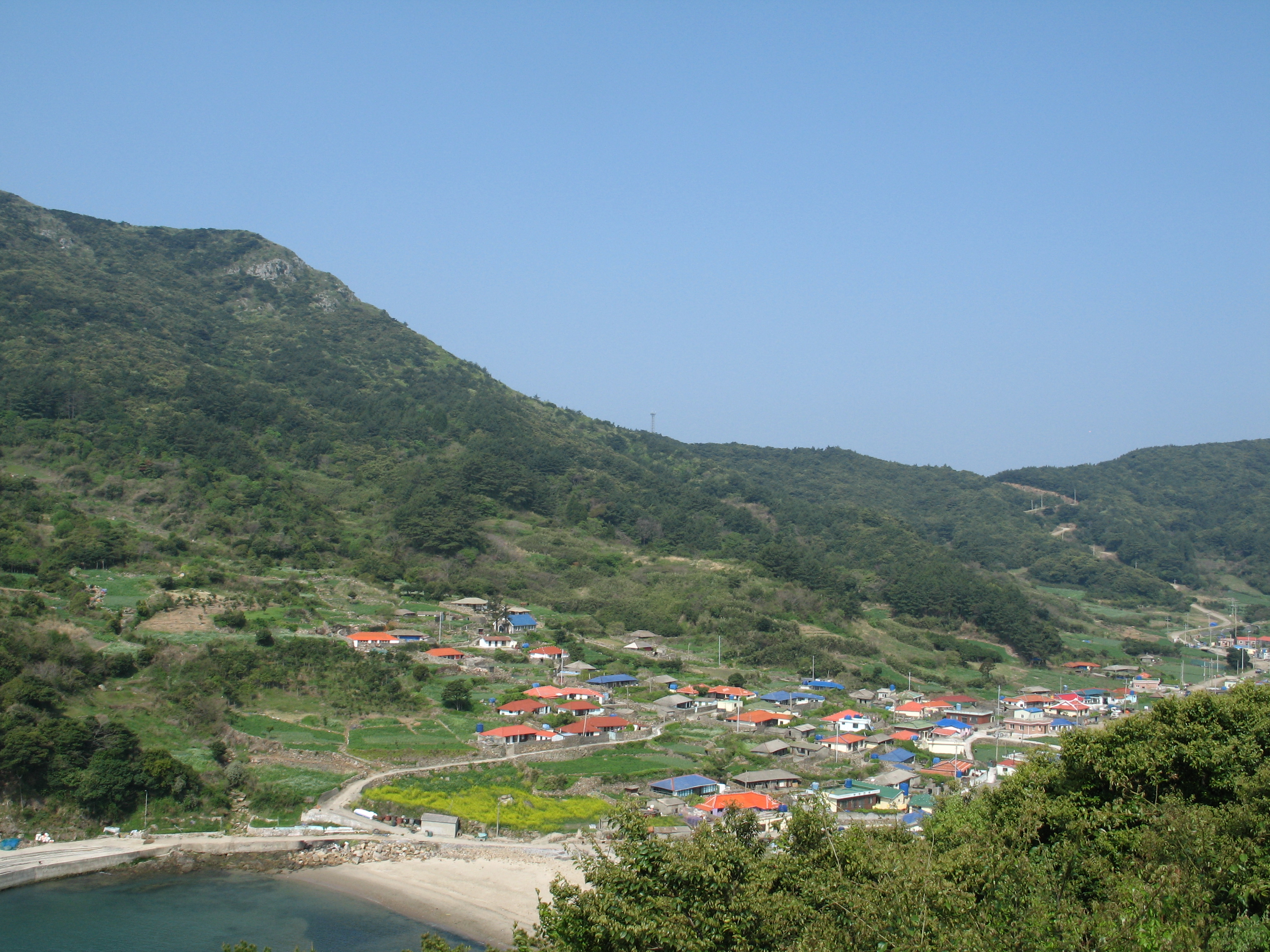
사리
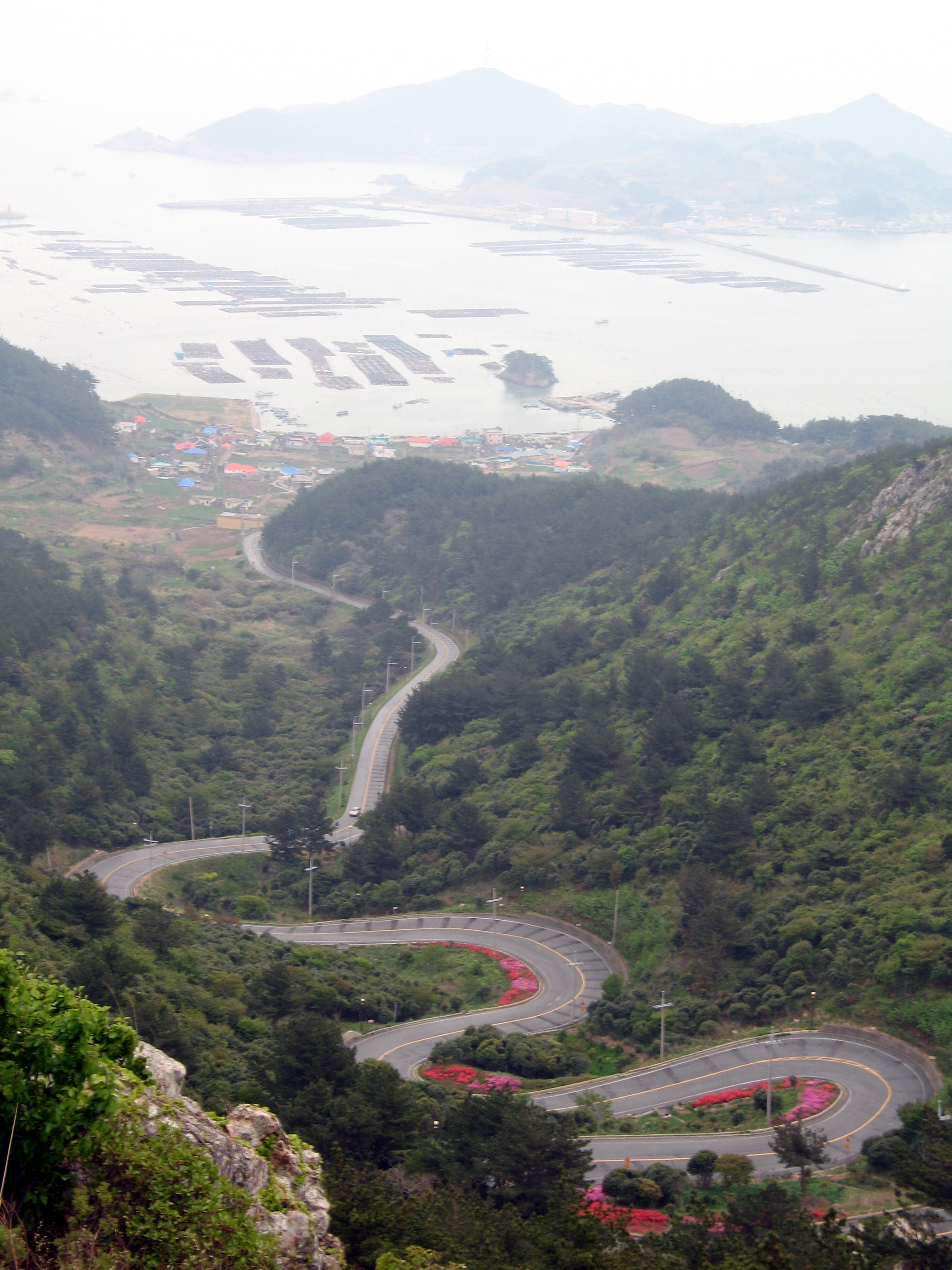
상라산 전망대부근에서 바라본 질리, 내영산도, 외영산도 방면
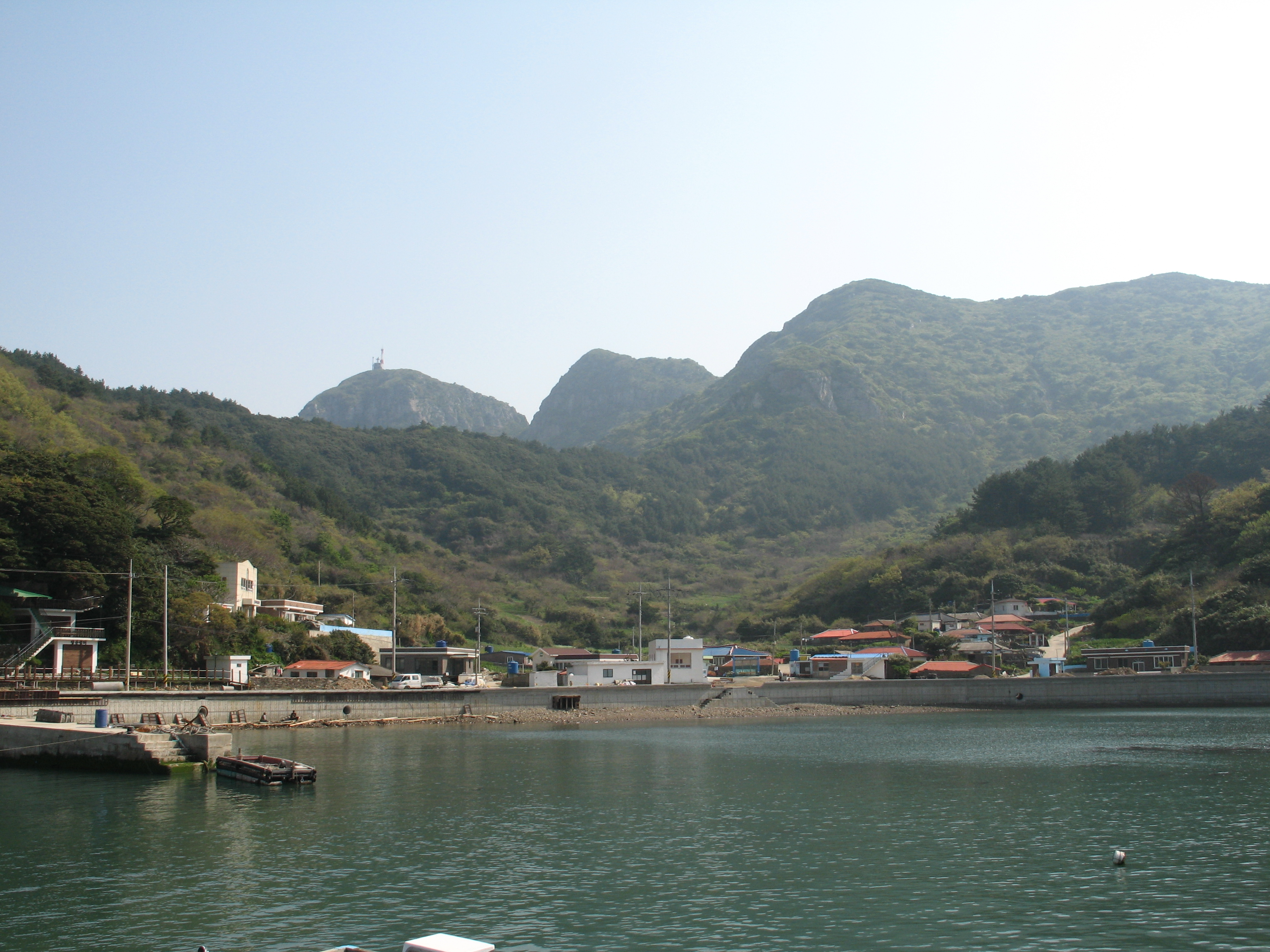
심리항
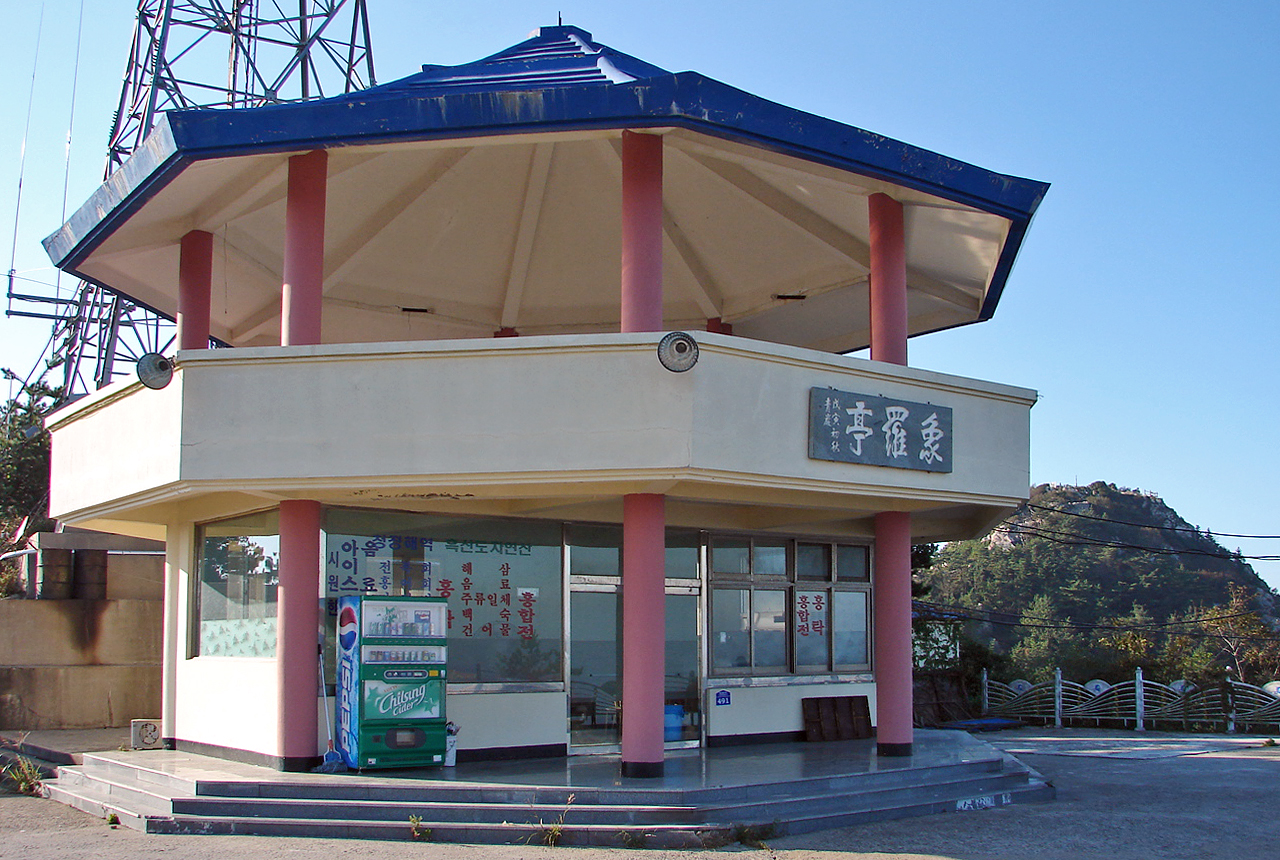
상라정(상라산 전망대)
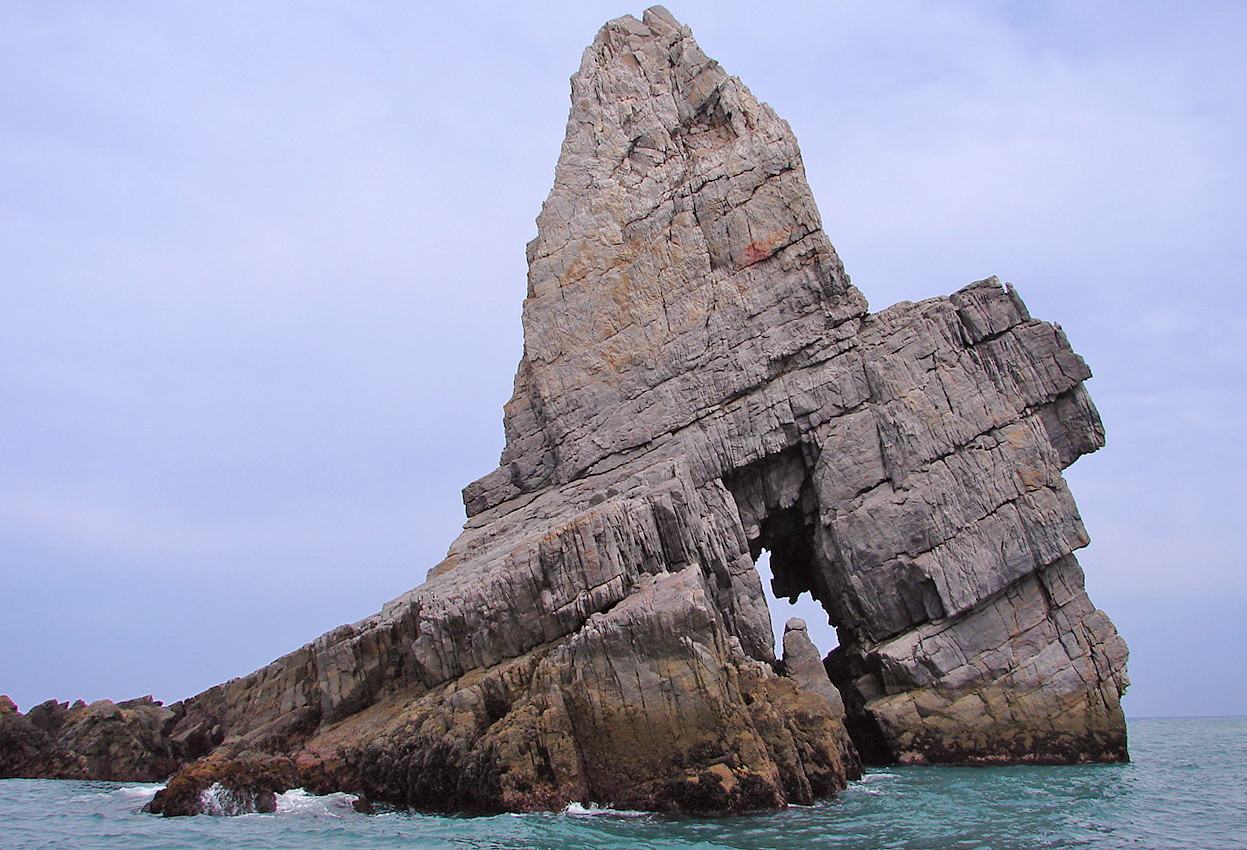
촛대바위
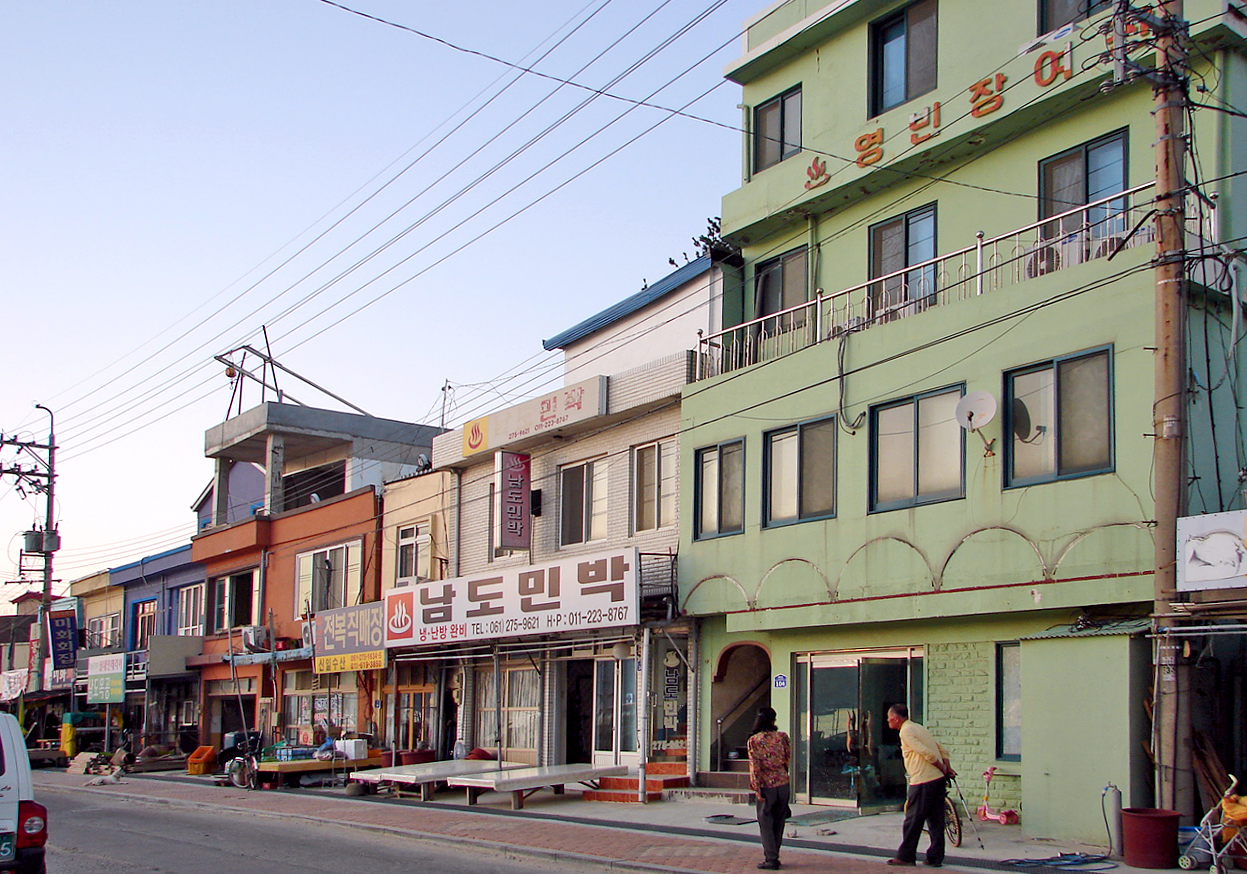
흑산항부근의 시가지
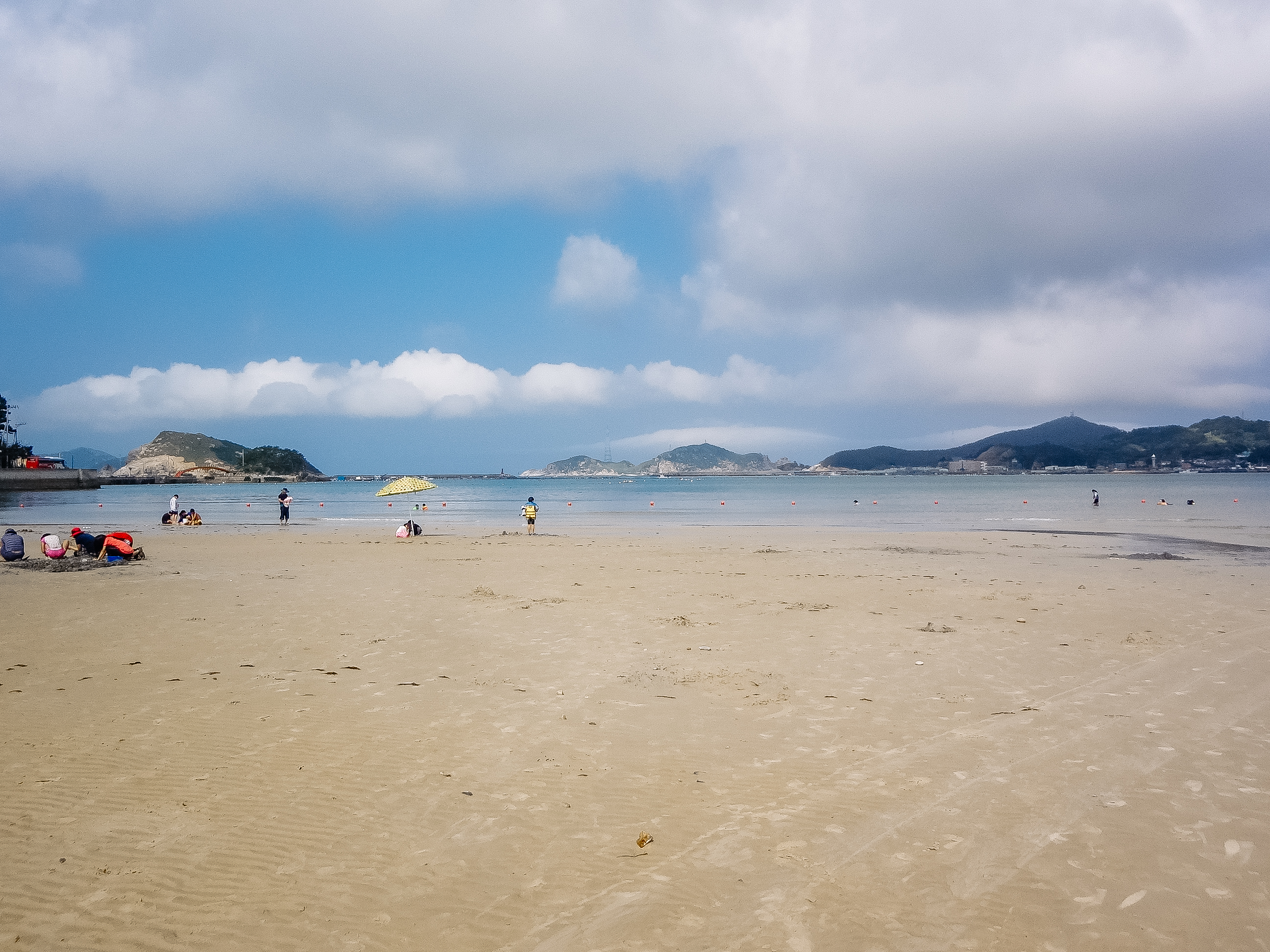
배낭기미 해수욕장

## 사건 사고
여러 사건 사고가 있지만 가장 대표적인 사건으로는 신안 초등여교사 집단 성폭행 사건이 있다. 여자 선생님을 주민 3명이 공모해 차례대로 윤간하고 마을 주민들이 성폭행범 3인의 선처를 요구하는 탄원서를 제출한 사건이 알려지자 많은 사회적 공분을 샀다. 이후 대법원은 여교사를 집단 성폭행한 혐의로 재판에 넘겨진 학부모 3명에게 각각 징역 15년, 12년, 10년을 선고했다. 이 지역도 고립된 지역의 특성상 심각한 사회 문제라고 부각되고 있는 작은 사회의 문제점과 치안의 부재로 인한 범죄에 크게 노출되어 있다. 그 중에서도 국내에서 가장 많은 섬이 속한 신안군이 관련 범죄 발생 가능성도 절대적인 면에서 높기 때문에 지자체 이미지에도 심각한 타격을 받고 있다. 배우 김청이 촬영 차 흑산도에 방문했다가 술집 여종업원으로 오해받아 위험한 일을 당할 뻔한 일화를 방송에서 공개하기도 했다.

## 같이 보기
- 장보고
- 대한민국의 섬
- 다도해해상 국립공원